# George Pérez
Pour les articles homonymes, voir Pérez.
George Pérez né le 9 juin 1954 dans le Bronx à New York et mort le 6 mai 2022 à Sanford en Floride, est un dessinateur et scénariste de comics américain originaire de Porto Rico. Avec John Byrne, c'est sans conteste le plus populaire dessinateur de comics des années 1980. Il dessine surtout des comics de super-héros, principalement pour DC Comics et Marvel Comics, et est connu pour son style propre, dynamique et très détaillé.

## Biographie
Pérez commença à être connu à partir du numéro 141 du volume 1 des Vengeurs, chez Marvel Comics. Le style de ses débuts semblait très influencé par Jack Kirby, un des créateurs majeurs de Marvel depuis les années 1960, bien qu'avec un sens plus grand de l'anatomie et un penchant à montrer un monde plus brillant et joli. Dans les années 1970, Pérez illustra plusieurs autres séries Marvel, comme Fantastic Four, où il commença à travailler avec Marv Wolfman.
Pérez partit bientôt travailler pour DC Comics. Après un passage sur la Ligue de justice d'Amérique, la carrière de Pérez décolla avec The New Teen Titans, écrit par Wolfman. Cette incarnation des Jeunes Titans devait être la réponse de DC aux très populaires X-Men de Marvel, et Wolfman et Pérez firent des merveilles. De plus, les aptitudes de Pérez pour les crayonnés, les détails et les visages s'améliorèrent énormément durant ses 4 ans sur le titre, faisant de lui en 1984 « le plus populaire des dessinateurs DC ».
Mi-1984, Pérez signe un contrat d'exclusivité de trois ans avec l'entreprise tout en prenant un congé de New Teen Titans. Il enchaîne alors avec Wolfman sur l'évènement des 50 ans de DC, Crisis on Infinite Earths, qui devait mettre en scène tous les personnages que possédait DC dans une histoire qui restructura radicalement la continuité de l'Univers DC. Son travail fut encré par deux des meilleurs encreurs de l'époque : Dick Giordano et Jerry Ordway.
Après Crisis, Pérez prit en charge le relancement de Wonder Woman, en mettant l'accent sur ses liens avec la mythologie grecque et ses dieux, qu'il avait déjà mis en scène dans The New Teen Titans et se débarrassa de beaucoup d'éléments étrangers de son histoire. Pérez commença par travailler avec Len Wein sur les histoires, mais finit par s'occuper seul des scénarios. Bien que n'atteignant pas la popularité des Titans ou de Crisis, la série fut un succès.
Dans les années 1990, Pérez quitta les feux des projecteurs, bien que travaillant sur plusieurs projets populaires, principalement Sachs and Violens et Hulk : Future Imperfect, tous les deux écrits par Peter David. Pérez retourna finalement sur un titre majeur pour le troisième volume des Vengeurs, écrit par Kurt Busiek, série sur laquelle il resta près de trois ans. Après avoir quitté la série, lui et Busiek travaillèrent sur le très attendu crossover JLA/Avengers, paru fin 2003. 
Perez essaya de profiter de sa réputation pour publier une série dont les droits lui appartiendraient, Crimson Plague, mais après un premier échec lors de sa publication chez Event Comics, son retour sous le label Gorilla d'Image Comics, ne lui permit pas de dépasser le premier numéro.
Après un léger détour par CrossGen, où il réalisa quelques épisodes de CrossGen Chronicles et Solus, il est en 2005 de retour chez DC, travaillant comme encreur de Jose Luis Garcia-Lopez sur le Return of Donna Troy, scénarisé par Phil Jimenez, considéré comme son fils spirituel, et réalisant des couvertures pour Infinite Crisis, le grand évènement annuel de DC.
En décembre 2021, George Perez annonce être atteint d'un cancer du pancréas de stade 3 inopérable. Il annonce également renoncer à tout traitement.
En février 2022, Marvel et DC annoncent qu'ils vont rééditer le crossover JLA/Avengers de Kurt Busiek et George Perez à 7 000 exemplaires.
L’ensemble des recettes collectées serviront à l’initiative, qui est une organisation caritative qui aide les créateurs de comics à faire face à leurs frais médicaux[C'est-à-dire ?].

## Publications
- The Avengers vol 1, #141–162, 167–172, 194–196, 198–202; Annual #6, 8
- The Avengers vol 3, #1–15, 18–25, 27–34; Annual 1998
- Crimson Plague #1–2 (non terminé, publié plusieurs fois)
- Crisis on Infinite Earths #1–12
- Fantastic Four vol 1, #164–167, 170–172, 176–178, 184–188, 191–192
- History of the DC Universe #1–2
- Hulk : Future Imperfect #1–2
- Infinity Gauntlet #1–4 avec George Pérez & Ron Lim
- Final Crisis: Legion of 3 Worlds avec Geoff Johns
- JLA/Avengers #1–4
- Ligue de justice d'Amérique (Justice League of America) #184–186, 192–197, 200
- The New Teen Titans vol 1, #1–4, 6–40; Annual #1–2
- The New Teen Titans vol 2, #1–5, 50–61
- Sachs and Violens #1–4
- Superman: Whatever Happened to the Man of Tomorrow? 1986 avec Alan Moore
- The Brave and the Bold
- Wonder Woman vol 2, #1–62; Annual #1–2
- Untold Tales of Spider-Man
- Uncanny X-Men vol. 1, Annual #3

## Récompenses
- 1979 : Prix Eagle
- 1980 : Prix Eagle
- 1983 : Prix Inkpot
- 1985 : Prix Jack Kirby de la meilleure mini-série pour Crisis on Infinite Earths (avec Marv Wolfman)
- 1986 : 
  - Prix Jack Kirby de la meilleure mini-série (avec Marv Wolfman) et de la meilleure équipe artistique (avec Jerry Ordway) pour Crisis on Infinite Earths
  - Prix Eagle
- 1989 :  Prix Haxtur de la meilleure histoire longue pour Wonder Woman
- 2000 : Prix Eagle
- 2005 : Prix humanitaire Bob Clampett
- 2017 : Temple de la renommée Will Eisner